# Madeleine Ferraud
Madeleine Fanny Axelia Ferraud Norberg, född 7 september 1993 i Vists församling i Östergötlands län, är en svensk skådespelare.

## Biografi
Ferraud utbildade sig vid Calle Flygare Teaterskola 2015–2016 och vid Teaterhögskolan i Malmö 2017–2020. 2022 medverkade hon i The last dream of William Shakespeare och 2023 i Ada Bergers nyskrivna pjäs Skapelsen. Samma år medverkade hon tillsammans med Victor Iván i uppsättningen Spirit World Rising och 2024 i Henrik Ibsens pjäs Folkets fiende på Uppsala stadsteater i regi av Philip Zandén.
År 2022 spelade hon huvudroller som Matilda i SVT-produktionen Allt som blir kvar. För sin rollprestation blev hon samma år nominerad till en Kristallen som Årets kvinnliga skådespelare

## Filmografi (i urval)
- 2020 – Magnus är sexist kortfilm
- 2022 – Allt som blir kvar (TV-serie)

## Teater

### Roller
| År   | Roll        | Produktion                                   | Regi          | Teater              |
| ---- | ----------- | -------------------------------------------- | ------------- | ------------------- |
| 2024 |             | Folkets fiende (En folkefiende) Henrik Ibsen | Philip Zandén | Uppsala stadsteater |
| 2024 | Hulda hulda | Pelle Svanslös Gösta Knutsson                | Dennis Sandin | Uppsala stadsteater |